# Lecidella aeruginea
Lecidella aeruginea är en lavart som först beskrevs av H.G. Falk, och fick sitt nu gällande namn av Johannes-Günther Knoph och Christian Leuckert. Lecidella aeruginea ingår i släktet Lecidella, och familjen Lecanoraceae. Arten är reproducerande i Sverige.